# Indetermination (musik)
Indetermination, ubestemthed, inden for musikken er forbundet med 'chance music' (tilfældighedsmusik, et udtryk af John Cage) på den måde at komponisten introducerer forskellige elementer af tilfældighed eller uforudsigelighed (indetermination, ubestemthed) til enten selve kompositionen eller fremførelsen. Udtrykket har været brugt af eksperimentelle komponister, musikere og videnskabsfolk der arbejder inden for denne gren af musikken i USA, Storbritannien og andre lande under indflydelse af Cages æstetik.
Fænomenet kan dog siges at være indledt tidligt i det 20. århundrede med Charles Ivess musik, fortsat i 1930'erne af Henry Cowell og videreført af hans student, den eksperimentelle komponist John Cage fra begyndelsen af 1950'erne (Griffiths 2001). Betegnelsen kom efterhånden til at referere til den strømning eller bevægelse – for det meste amerikansk – der voksede frem omkring Cage. Denne gruppe indbefattede de andre medlemmer af den såkaldte New Yorker-skole: Earle Brown, Morton Feldman og Christian Wolff. Af andre der arbejdede på denne måde kan nævnes Scratch Orchestra i Storbritannien (1968 til de tidlige 1970'ere) og den japanske komponist Toshi Ichiyanagi (født 1933).
I 1958 holdt Cage en forelæsning i Bruxelles "Indeterminacy: New Aspect of Form in Instrumental and Electronic Music" (gentaget i 1959 ved Teacher's College, Columbia). Forelæsningen bestod af et antal noveller læst op af Cage på præcist ét minut; på grund af denne restriktion variede Cages talehastighed meget. Den anden fremførelse og en efterfølgende indspilning (Cage 1959) indeholdt musik, ligeledes af Cage og spillet som ledsagelse af David Tudor.
En gren af indetermination inden for musikken anser det for et æstetisk mål at stræbe efter at ændre alt fastlagt til en flydende proces, og afskaffe komponistens traditionelle kontrol over materialet. I den mest radikale form har alle lyde eller toner den samme værdi: lyde valgt af komponisten, af den udøvende samt alle de uforudsete og uforudsigelige lyde der optræder i dagligdagen. Indetermination set på denne måde er filosofisk forskellig fra aleatorisk musik: dér var det ubestemmelige element holdt under omhyggelig kontrol af komponisten, idet den udøvende havde et vist begrænset antal muligheder at vælge imellem, altså en mere kontrolleret tilfældighed.

## Diskografi
- Cage, John. 1959. Indeterminacy: New Aspects of Form in Instrumental and Electronic Music. Ninety Stories by John Cage, with Music. John Cage, reading; David Tudor, music (Cage, Solo for Piano from Concert for Piano and Orchestra, with Fontana Mix). Folkways FT 3704 (2 LPs). Reissued 1992 on Smithsonian/Folkways CD DF 40804/5 (2 CDs).